# Lerchenfeld (Weiden in der Oberpfalz)
Lerchenfeld ist ein Stadtteil der kreisfreien Stadt Weiden in der Oberpfalz. Der nahe der Innenstadt gelegene Stadtteil hatte am 31. Dezember 2023 4.520 Einwohner und steht an dritter Stelle der einwohnerreichsten Weidener Stadtteile. Er wird größtenteils durch Wohnbebauung geprägt.

## Lage
Lerchenfeld liegt südwestlich der Altstadt und der Fußgängerzone, wobei die Bahnstrecke Weiden-Marktredwitz-Oberkotzau die Grenze bildet. Die Nordgrenze stellt die Frauenrichter Straße dar, an welcher auf ganzer Länge zwischen der Unterführung unter den Bahngleisen und der A 93 der Stadtteil Stockerhut angrenzt. Im Westen rahmt die Autobahn A 93 das Stadtteilgebiet ein, wo die Stadtteile Neunkirchen und Fichtenbühl anliegen. An dem spitz zulaufenden Südteil von Lerchenfeld grenzt östlich an der Bahnstrecke der Stadtteil Bahnhof-Moosbürg an.

## Geschichte
Die älteste Siedlung auf dem heutigen Gebiet des Stadtteils ist das alte Dorf, das im Jahr erstmals 1435 als „Altendorf“, später als „zu der alten Weiden“ (1483) und „auf dem alten Dorf“ (1496), erwähnt wurde.
Mit dem industriellen Aufstieg der Stadt Weiden und dem damit verbundenen Ausbau der Eisenbahninfrastruktur wurden ab dem Ende des 19. Jahrhunderts in Bahnhofsnähe neue Wohnhäuser für die Bahn- und Postarbeiter errichtet.
Diese überwiegend zwei- bis dreigeschossigen Gebäude in Blockrandbebauung befinden sich in der Lerchenfeldstraße, Maistraße, Ermersrichter Straße und der Straße „hinter der Bahn“.
Aufgrund der steigenden Bevölkerungszahl und dem Anstieg vor allem von katholischen Gläubigen wurde eine neue Kirche nötig, nachdem die Kapazitäten der Josefskirche in der Innenstadt nicht mehr ausreichten. Dafür wurde vorerst eine ehemalige Flugzeughalle zur Notkirche umgebaut, die seit ihrer Entstehung 1922 eine eigenständige Pfarrei mit bereits 4.300 Mitgliedern war. In den Jahren 1932–1934 wurde schließlich ein neues stattliches Gotteshaus, die heutige Herz-Jesu-Kirche, errichtet. Die Notkirche wurde daraufhin abgetragen.
In den 1950er-Jahren wurden an der Leimbergerstraße zahlreiche Wohnblöcke errichtet, auf dem Galgenberg entstand die neue Galgenberg-Siedlung. Im Süden des Stadtteils ließen sich Gewerbestandorte nieder, woraus das Gewerbegebiet Leimbergerstrasse entstand. Die Wohnbereiche weiteten sich im Laufe der Jahrzehnte immer weiter in Richtung Westen und Süden fast bis an die A 93 aus. Dadurch stellt der Stadtteil heute größtenteils einen typischen Wohn-Stadtteil dar.

## Infrastruktur

### Bildungseinrichtungen
Die Pestalozzi-Mittelschule ist eine von zwei Mittelschulen in der Stadt Weiden. Ihr Schulsprengel umfasst weite Teile des südwestlichen Stadtgebiets bis in die Stadtteile Rehbühl und Mooslohe hinein.
Darüber hinaus gibt es den AWO-Kindergarten „Kunterbunt“ in den Krummen Äckern sowie den Kindergarten Herz Jesu.

### Kirchen
- Herz-Jesu-Kirche: An der Frauenrichter Straße steht auf einer Anhöhe mit Freitreppe die in den Jahren 1933 und 1934 nach Plänen des Architekten Otho Orlando Kurz erbaute katholische Herz-Jesu-Kirche.

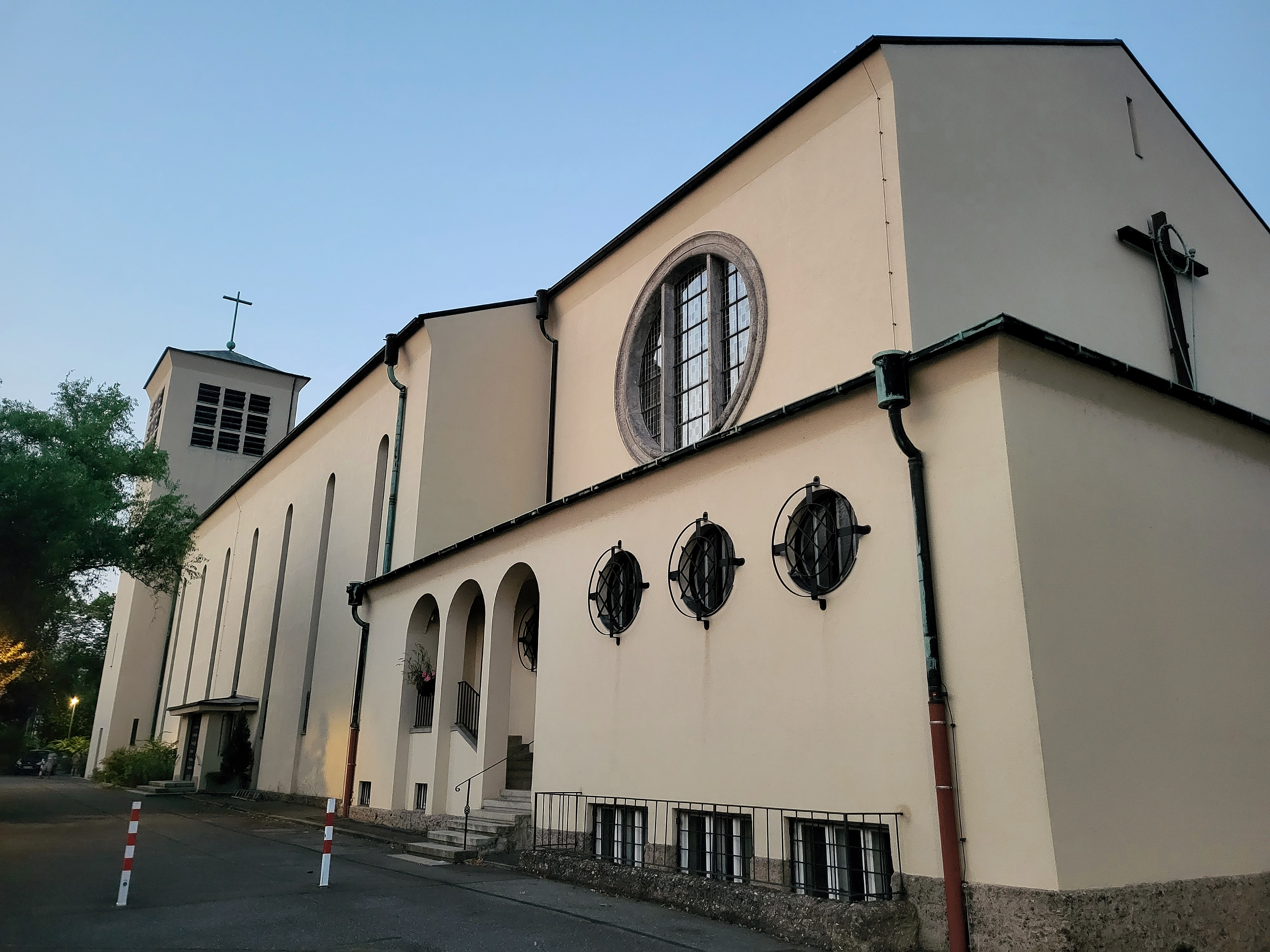
Herz-Jesu-Kirche
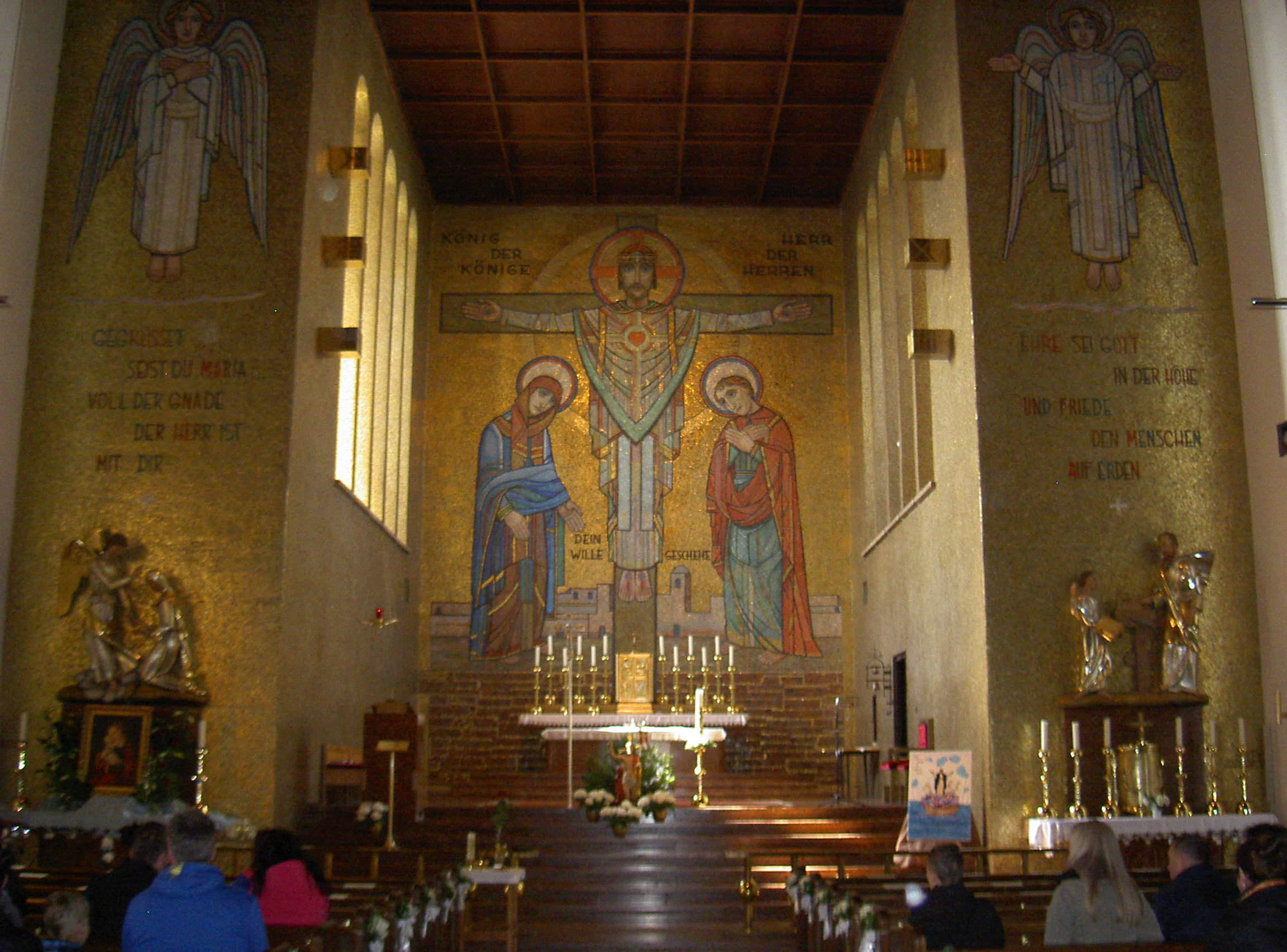
Innenraum

- Neuapostolische Kirche am Mühlweg

### Behörden
In der Leimbergerstraße steht das Hauptgebäude der Polizeiinspektion Weiden.
In der Maistraße befindet sich das Gesundheitsamt des Landkreises Neustadt an der Waldnaab und der Stadt Weiden.

### Gewerbe
Das Gewerbegebiet Leimbergerstraße liegt im Südzipfel von Lerchenfeld. Es existieren dort ein großer Baumarkt, eine MediaMarkt-Filiale sowie ein Bowlingcenter.

### Verkehr
Die Autobahnausfahrt Weiden-Frauenricht der A 93 schließt an die Frauenrichter Straße an und liegt teilweise im Stadtteil Lerchenfeld.
Im Stadtteil verkehren jeweils im Normalverkehr und Schwachverkehr zwei Buslinien des Stadtbus Weiden:
- Die Buslinie 1/91, welche zwischen Rothenstadt und dem Hammerweg verkehrt, hält durchgehend an den Haltestellen Polizeidirektion und Hagebaumarkt.
- Die Ringlinie 7 bedient im Normalverkehr sechs Haltestellen im Stadtteil. Im Schwachverkehr entfällt diese Linie.
- Die Buslinie 95/98 fährt im Schwachverkehr fünf Haltestellen an. Im Normalverkehr fährt die Linie nicht in den Stadtteil Lerchenfeld.

Der Bahnhof Weiden (Oberpf) befindet sich auf der vom Stadtteil gegenüberliegenden Seite der Bahngleise. Eine direkte Fußbrücke oder Unterführung zum Lerchenfeld existiert jedoch bislang nicht.